# Sarbanissa bostrychonota
Sarbanissa bostrychonota là một loài bướm đêm trong họ Noctuidae.